# Абсолон
Абсолон — канадско-британский постапокалиптический кинофильм 2003 года.

## Сюжет
Фантастические действия фильма происходят в недалёком будущем, в 2010 году, когда человечеству угрожает опасность полного уничтожения от страшного вируса НВС.
Международный фармацевтический концерн выпускает лекарство абсолон, которое не даёт лечения, но позволяет противостоять НВС, пока его применяют. Всем сотрудникам компании выдаётся суточная доза абсолона, которую они должны принимать, чтобы не почувствовать себя хуже.
Один из сотрудников компании Фредерик Рэйн — изобретатель абсолона, близок к открытию настоящего лекарства, но его убивают.
Детектив Норман Скотт и его напарница расследуют это происшествие, при этом попадая в запутанный переплёт. Теперь, уже бывшего детектива Скотта, ищут в связи с исчезновением двух агентов департамента всемирного правосудия. За его поимку обещают вознаграждение — годовую дозу препарата абсолон.
В процессе расследования Скотту становится ясно, что существуют некоторые люди, которым не вводили абсолон, но они способны вырабатывать антивирус сами. Как позже оказывается, что настоящей причиной, по которой преследуют Нормана Скотта, является то, что он носитель эффективного антивируса. Главе фармацевтического концерна Мэрчисону, выпускающему абсолон, не выгодно появление чудо-лекарства. Поэтому его люди убрали Рэйна и охотятся за Скоттом.
Одной из сотрудниц компании — учёному-медику Клэр, ведущей наблюдение за состоянием Скотта, удаётся передать правдивую информацию в полицию, которая успевает вовремя принять меры и нарушить коварные замыслы главы концерна.

## В ролях
- Кристофер Ламберт — Норман Скотт
- Келли Брук — Клэр
- Рон Перлман — Мерчисон
- Лу Даймонд Филлипс — Айс Уолтерс